# 鶴ヶ城 (美濃国)
鶴ヶ城（つるがじょう）は、岐阜県瑞浪市土岐町鶴城にあった日本の城。
別名として一日市場館、神戸(ごおど)館、神篦(こおの)城、高野(こおの)城、神野(こおの)城、国府(こおの)城、土岐城。岐阜県指定史跡。

## 歴史

### 鎌倉時代
文治5年(1189年)、源国房の四代子孫の光衡は、源頼朝より美濃国守護に任じられ、鎌倉幕府に仕えて土岐光衡と名乗り、後に神戸館(一日市場館)を築城して移り土岐氏の祖となった。
光衡は、神戸館(一日市場館)を本拠として「土岐」を号したとされ、土岐氏発祥の地と云われている。
承久3年（1221年）の「承久の乱」では、光衡の子・土岐光行（土岐左衛門尉）は幕府方、土岐光時（土岐判官代）は上皇方についたと考えられる。光行の孫・土岐頼貞の代でも一日市場館を本拠としており、
元亨4年9月（1324年）の「正中の変」の直前には、日野資朝が土岐館（一日市場館）に訪れた。

### 土岐氏から遠山氏の城へ
建武の新政後の暦応2年（1339年）、土岐頼遠は、父の死により家督を継いで土岐氏惣領となり、美濃守護に就任した。同年に本拠地を鶴ヶ城から厚見郡に移動、守護所を長森城に定めた。
土岐氏が去った後は、恵那郡の遠山氏の城の一つとなり、神野遠山氏が入ったが、戦国時代末期には延友信光(遠山佐渡守)が入り城主となった。

### 織田信長の来城
天正2年（1575年）正月6日には織田信長が明知城救援のため鶴ヶ城に入った。

### 十三河原の戦い
慶長5年（1600年）の関ヶ原の戦いの前哨戦である東濃の戦いにおいて、東軍の小里光親等の東軍が、西軍の城となっていた鶴ヶ城を攻めた際には、土岐川の「十三河原」が戦場となり、小里一族の和田太郎左衛門ら多くの者が戦死した。瑞浪市には、その供養のための五輪塔が残っている。
9月2日に遠山利景・方景父子・小里光親はともに田丸勢が籠る明知城を攻めてこれを奪還し、9月3日に光明の子・光親は小里城を奪還し、9月29日に鶴ヶ城を落とし、10月10日には岩村城を開城させた。
鶴ヶ城は戦後に廃城となった。

## 遺構
城は山城で、遺構として曲輪、土塁、堀切が残されている。

## 歴代城主
土岐氏とその一族
- 土岐光衡：土岐氏の祖。源頼朝に仕えた。
- 土岐光行：光衡の子。
- 土岐光定：光行の子。得宗家から妻を迎えた。
- 土岐頼貞：光定の子。後醍醐天皇の詔を受け、討幕軍に加わった。
- 土岐頼兼：頼貞の子。正中の変に加わり、自刃した。

遠山氏とその一族
- 遠山神野小太郎：長享元年（1487年）と延徳3年（1491年）に長享・延徳の乱が勃発した際に将軍足利義尚方として土岐政房と共に二番衆として参戦した。
- 土岐房忠(三兵衛信友)：天文21年（1552年）～弘治3年（1558年）
- 延友信光：永禄元年（1558年）～永禄10年（1567年）織田家に属し岩村城の秋山信友と対峙した。

織田氏家臣
- 河尻秀隆：織田家の重臣。秋山信友と対峙した。

森氏家臣
- 関武兵衛：森可政の娘婿。
- 林為忠：若年だった関武兵衛に代わり城代を勤めた。

## 土岐氏関連の城・館
- 大富館
- 浅野館
- 長森城
- 川手城